# Marcelo Melo
Marcelo Pinheiro Davi de Melo (ur. 23 września 1983 w Belo Horizonte) – brazylijski tenisista, zwycięzca French Open 2015 oraz Wimbledonu 2017 w grze podwójnej, lider rankingu ATP deblistów, reprezentant w Pucharze Davisa, olimpijczyk.

## Kariera tenisowa
Zawodowy tenisista od roku 1998. Specjalista od gry podwójnej; mistrz 39 turniejów rangi ATP Tour z 77 osiągniętych finałów. Razem z Ivanem Dodigiem zwycięzca wielkoszlemowego French Open 2015, a wspólnie z Łukaszem Kubotem Wimbledonu 2017. Wspólnie z Kubotem był też finalistą US Open 2018.
W grze mieszanej finalista US Open 2009 w parze z Vanią King. Spotkanie o tytuł przegrali z Bobem Bryanem i Liezel Huber 7:5, 6:7(5), 7–10.
W reprezentacji w Pucharze Davisa zadebiutował w roku 2008 w meczu przeciwko Kolumbii. Do końca 2022 roku rozegrał jedno spotkanie w singlu (zwycięstwo z Martinem Cuevasem w 2010) oraz 23 w deblu (18 zwycięstw i 5 porażek).
Czterokrotny reprezentant Brazylii na igrzyskach olimpijskich. W Pekinie (2008) odpadł z rywalizacji deblowej w 2. rundzie. Tworzył wówczas parę z André Są. W Londynie (2012) osiągnął ćwierćfinał gry podwójnej, wspólnie z Brunem Soaresem. W Rio de Janeiro (2016) osiągnął ćwierćfinały debla (ponownie z Soaresem) oraz miksta (w parze z Telianą Pereirą). Podczas igrzysk olimpijskich w Tokio (2020) odpadł w 1. rundzie debla razem z Marcelem Demolinerem oraz w 1. rundzie miksta partnerując Luisie Stefani.
Pierwszy raz na czele rankingu deblowego klasyfikowany w listopadzie 2015 roku.

### Finały w turniejach ATP Tour
| Legenda                                      |
| -------------------------------------------- |
| Wielki Szlem                                 |
| Igrzyska olimpijskie                         |
| Tennis Masters Cup / ATP Finals              |
| ATP Masters Series / ATP Tour Masters 1000   |
| ATP International Series Gold / ATP Tour 500 |
| ATP International Series / ATP Tour 250      |

#### Gra podwójna (39–38)
| Końcowy wynik | Nr  | Data                 | Turniej            | Nawierzchnia  | Partner              | Przeciwnicy                             | Wynik finału                 |
| ------------- | --- | -------------------- | ------------------ | ------------- | -------------------- | --------------------------------------- | ---------------------------- |
| Zwycięzca     | 1.  | 6 maja 2007          | Estoril            | Ceglana       | André Sá             | Martín García Sebastián Prieto          | 3:6, 6:2, 10–6               |
| Zwycięzca     | 2.  | 5 stycznia 2008      | Adelaide           | Twarda        | Martín García        | Chris Guccione Robert Smeets            | 6:3, 3:6, 10–7               |
| Zwycięzca     | 3.  | 17 lutego 2008       | Costa do Sauípe    | Ceglana       | André Sá             | Albert Montañés Santiago Ventura        | 4:6, 6:2, 10–7               |
| Zwycięzca     | 4.  | 25 maja 2008         | Pörtschach         | Ceglana       | André Sá             | Julian Knowle Jürgen Melzer             | 7:5, 6:7(3), 13–11           |
| Finalista     | 1.  | 15 czerwca 2008      | Londyn (Queen’s)   | Trawiasta     | André Sá             | Daniel Nestor Nenad Zimonjić            | 4:6, 6:7(3)                  |
| Zwycięzca     | 5.  | 23 sierpnia 2008     | New Haven          | Twarda        | André Sá             | Mahesh Bhupathi Mark Knowles            | 7:5, 6:2                     |
| Finalista     | 2.  | 1 marca 2009         | Delray Beach       | Twarda        | André Sá             | Bob Bryan Mike Bryan                    | 4:6, 4:6                     |
| Finalista     | 3.  | 14 czerwca 2009      | Londyn (Queen’s)   | Trawiasta     | André Sá             | Michaił Jużny Wesley Moodie             | 4:6, 6:4, 6–10               |
| Zwycięzca     | 6.  | 24 maja 2009         | Kitzbühel          | Ceglana       | André Sá             | Andrei Pavel Horia Tecău                | 6:7(9), 6:2, 10–7            |
| Finalista     | 4.  | 26 lipca 2009        | Hamburg            | Ceglana       | Filip Polášek        | Simon Aspelin Paul Hanley               | 3:6, 3:6                     |
| Finalista     | 5.  | 16 stycznia 2010     | Auckland           | Twarda        | Bruno Soares         | Marcus Daniell Horia Tecău              | 5:7, 4:6                     |
| Zwycięzca     | 7.  | 22 maja 2010         | Nicea              | Ceglana       | Bruno Soares         | Rohan Bopanna Aisam-ul-Haq Qureshi      | 1:6, 6:3, 10–5               |
| Finalista     | 6.  | 1 sierpnia 2010      | Gstaad             | Ceglana       | Bruno Soares         | Johan Brunström Jarkko Nieminen         | 3:6, 7:6(4), 9–11            |
| Finalista     | 7.  | 26 września 2010     | Metz               | Twarda (hala) | Bruno Soares         | Dustin Brown Rogier Wassen              | 3:6, 3:6                     |
| Zwycięzca     | 8.  | 6 lutego 2011        | Santiago           | Ceglana       | Bruno Soares         | Łukasz Kubot Oliver Marach              | 6:3, 7:6(3)                  |
| Zwycięzca     | 9.  | 12 lutego 2011       | Costa do Sauípe    | Ceglana       | Bruno Soares         | Pablo Andújar Daniel Gimeno-Traver      | 7:6(4), 6:3                  |
| Finalista     | 8.  | 26 lutego 2011       | Acapulco           | Ceglana       | Bruno Soares         | Victor Hănescu Horia Tecău              | 1:6, 3:6                     |
| Finalista     | 9.  | 25 września 2011     | Metz               | Twarda (hala) | Lukáš Dlouhý         | Jamie Murray André Sá                   | 4:6, 6:7(7)                  |
| Finalista     | 10. | 23 października 2011 | Sztokholm          | Twarda (hala) | Bruno Soares         | Rohan Bopanna Aisam-ul-Haq Qureshi      | 1:6, 3:6                     |
| Finalista     | 11. | 26 lutego 2012       | Memphis            | Twarda (hala) | Ivan Dodig           | Maks Mirny Daniel Nestor                | 6:4, 5:7, 7–10               |
| Zwycięzca     | 10. | 21 października 2012 | Sztokholm          | Twarda (hala) | Bruno Soares         | Robert Lindstedt Nenad Zimonjić         | 6:7(4), 7:5, 10–6            |
| Zwycięzca     | 11. | 6 stycznia 2013      | Brisbane           | Twarda        | Tommy Robredo        | Eric Butorac Paul Hanley                | 4:6, 6:1, 10–5               |
| Finalista     | 12. | 6 lipca 2013         | Wimbledon, Londyn  | Trawiasta     | Ivan Dodig           | Bob Bryan Mike Bryan                    | 6:3, 3:6, 4:6, 4:6           |
| Zwycięzca     | 12. | 13 października 2013 | Szanghaj           | Twarda        | Ivan Dodig           | David Marrero Fernando Verdasco         | 7:6(2), 6:7(6), 10–2         |
| Zwycięzca     | 13. | 11 stycznia 2014     | Auckland           | Twarda        | Julian Knowle        | Alexander Peya Bruno Soares             | 4:6, 6:3, 10–5               |
| Finalista     | 13. | 23 lutego 2014       | Rio de Janeiro     | Ceglana       | David Marrero        | Juan Sebastián Cabal Robert Farah       | 4:6, 2:6                     |
| Finalista     | 14. | 20 kwietnia 2014     | Monte Carlo        | Ceglana       | Ivan Dodig           | Bob Bryan Mike Bryan                    | 3:6, 6:3, 8–10               |
| Finalista     | 15. | 10 sierpnia 2014     | Toronto            | Twarda        | Ivan Dodig           | Alexander Peya Bruno Soares             | 4:6, 3:6                     |
| Finalista     | 16. | 5 października 2014  | Tokio              | Twarda        | Ivan Dodig           | Pierre-Hugues Herbert Michał Przysiężny | 3:6, 7:6(3), 5–10            |
| Finalista     | 17. | 16 listopada 2014    | Londyn             | Twarda (hala) | Ivan Dodig           | Bob Bryan Mike Bryan                    | 7:6(5), 2:6, 7–10            |
| Zwycięzca     | 14. | 28 lutego 2015       | Acapulco           | Twarda        | Ivan Dodig           | Mariusz Fyrstenberg Santiago González   | 7:6(2), 5:7, 10–3            |
| Zwycięzca     | 15. | 6 czerwca 2015       | French Open, Paryż | Ceglana       | Ivan Dodig           | Bob Bryan Mike Bryan                    | 6:7(5), 7:6(5), 7:5          |
| Finalista     | 18. | 9 sierpnia 2015      | Waszyngton         | Twarda        | Ivan Dodig           | Bob Bryan Mike Bryan                    | 4:6, 2:6                     |
| Zwycięzca     | 16. | 11 października 2015 | Tokio              | Twarda        | Raven Klaasen        | Juan Sebastián Cabal Robert Farah       | 7:6(5), 3:6, 10–7            |
| Zwycięzca     | 17. | 18 października 2015 | Szanghaj           | Twarda        | Raven Klaasen        | Simone Bolelli Fabio Fognini            | 6:3, 6:3                     |
| Zwycięzca     | 18. | 25 października 2015 | Wiedeń             | Twarda (hala) | Łukasz Kubot         | Jamie Murray John Peers                 | 4:6, 7:6(3), 10–6            |
| Zwycięzca     | 19. | 8 listopada 2015     | Paryż              | Twarda (hala) | Ivan Dodig           | Vasek Pospisil Jack Sock                | 2:6, 6:3, 10–5               |
| Finalista     | 19. | 25 czerwca 2016      | Nottingham         | Trawiasta     | Ivan Dodig           | Dominic Inglot Daniel Nestor            | 5:7, 6:7(4)                  |
| Zwycięzca     | 20. | 31 lipca 2016        | Toronto            | Twarda        | Ivan Dodig           | Jamie Murray Bruno Soares               | 6:4, 6:4                     |
| Zwycięzca     | 21. | 21 sierpnia 2016     | Cincinnati         | Twarda        | Ivan Dodig           | Jean-Julien Rojer Horia Tecău           | 7:6(5), 6:7(5), 10–6         |
| Zwycięzca     | 22. | 30 października 2016 | Wiedeń             | Twarda        | Łukasz Kubot         | Oliver Marach Fabrice Martin            | 4:6, 6:3, 13–11              |
| Finalista     | 20. | 18 marca 2017        | Indian Wells       | Twarda        | Łukasz Kubot         | Raven Klaasen Rajeev Ram                | 7:6(1), 4:6, 8–10            |
| Zwycięzca     | 23. | 1 kwietnia 2017      | Miami              | Twarda        | Łukasz Kubot         | Nicholas Monroe Jack Sock               | 7:5, 6:3                     |
| Zwycięzca     | 24. | 14 maja 2017         | Madryt             | Ceglana       | Łukasz Kubot         | Nicolas Mahut Édouard Roger-Vasselin    | 7:5, 6:3                     |
| Zwycięzca     | 25. | 18 czerwca 2017      | ’s-Hertogenbosch   | Trawiasta     | Łukasz Kubot         | Raven Klaasen Rajeev Ram                | 6:3, 6:4                     |
| Zwycięzca     | 26. | 25 czerwca 2017      | Halle              | Trawiasta     | Łukasz Kubot         | Alexander Zverev Mischa Zverev          | 5:7, 6:3, 10–8               |
| Zwycięzca     | 27. | 15 lipca 2017        | Wimbledon, Londyn  | Trawiasta     | Łukasz Kubot         | Oliver Marach Mate Pavić                | 5:7, 7:5, 7:6(2), 3:6, 13:11 |
| Finalista     | 21. | 6 sierpnia 2017      | Waszyngton         | Twarda        | Łukasz Kubot         | Henri Kontinen John Peers               | 6:7(5), 4:6                  |
| Finalista     | 22. | 15 października 2017 | Szanghaj           | Twarda        | Łukasz Kubot         | Henri Kontinen John Peers               | 4:6, 2:6                     |
| Zwycięzca     | 28. | 5 listopada 2017     | Paryż              | Twarda (hala) | Łukasz Kubot         | Ivan Dodig Marcel Granollers            | 7:6(3), 3:6, 10–6            |
| Finalista     | 23. | 19 listopada 2017    | Londyn             | Twarda (hala) | Łukasz Kubot         | Henri Kontinen John Peers               | 4:6, 2:6                     |
| Zwycięzca     | 29. | 12 stycznia 2018     | Sydney             | Twarda        | Łukasz Kubot         | Jan-Lennard Struff Viktor Troicki       | 6:3, 6:4                     |
| Zwycięzca     | 30. | 24 czerwca 2018      | Halle              | Trawiasta     | Łukasz Kubot         | Alexander Zverev Mischa Zverev          | 7:6(1), 6:4                  |
| Finalista     | 24. | 7 września 2018      | US Open, Nowy Jork | Twarda        | Łukasz Kubot         | Mike Bryan Jack Sock                    | 3:6, 1:6                     |
| Zwycięzca     | 31. | 7 października 2018  | Pekin              | Twarda        | Łukasz Kubot         | Oliver Marach Mate Pavić                | 6:1, 6:4                     |
| Zwycięzca     | 32. | 14 października 2018 | Szanghaj           | Twarda        | Łukasz Kubot         | Jamie Murray Bruno Soares               | 6:4, 6:2                     |
| Finalista     | 25. | 17 marca 2019        | Indian Wells       | Twarda        | Łukasz Kubot         | Nikola Mektić Horacio Zeballos          | 6:4, 4:6, 3–10               |
| Finalista     | 26. | 23 czerwca 2019      | Halle              | Trawiasta     | Łukasz Kubot         | Raven Klaasen Michael Venus             | 6:4, 3:6, 4–10               |
| Zwycięzca     | 33. | 23 sierpnia 2019     | Winston-Salem      | Twarda        | Łukasz Kubot         | Nicholas Monroe Tennys Sandgren         | 6:7(6), 6:1, 10–3            |
| Finalista     | 27. | 6 października 2019  | Pekin              | Twarda        | Łukasz Kubot         | Ivan Dodig Filip Polášek                | 3:6, 6:7(4)                  |
| Finalista     | 28. | 13 października 2019 | Szanghaj           | Twarda        | Łukasz Kubot         | Mate Pavić Bruno Soares                 | 4:6, 2:6                     |
| Finalista     | 29. | 27 października 2019 | Wiedeń             | Twarda (hala) | Łukasz Kubot         | Rajeev Ram Joe Salisbury                | 4:6, 7:6(5), 5–10            |
| Zwycięzca     | 34. | 29 lutego 2020       | Acapulco           | Twarda        | Łukasz Kubot         | Juan Sebastián Cabal Robert Farah       | 7:6(6), 6:7(4), 11–9         |
| Finalista     | 30. | 18 października 2020 | Kolonia            | Twarda (hala) | Łukasz Kubot         | Pierre-Hugues Herbert Nicolas Mahut     | 4:6, 4:6                     |
| Zwycięzca     | 35. | 1 listopada 2020     | Wiedeń             | Twarda (hala) | Łukasz Kubot         | Jamie Murray Neal Skupski               | 7:6(5), 7:5                  |
| Finalista     | 31. | 9 stycznia 2022      | Adelaide           | Twarda        | Ivan Dodig           | Rohan Bopanna Ramkumar Ramanathan       | 6:7(6), 1:6                  |
| Finalista     | 32. | 21 maja 2022         | Lyon               | Ceglana       | Máximo González      | Ivan Dodig Austin Krajicek              | 3:6, 4:6                     |
| Finalista     | 33. | 17 lipca 2022        | Newport            | Trawiasta     | Raven Klaasen        | William Blumberg Steve Johnson          | 4:6, 5:7                     |
| Finalista     | 34. | 6 sierpnia 2022      | Los Cabos          | Twarda        | Raven Klaasen        | William Blumberg Miomir Kecmanović      | 0:6, 1:6                     |
| Zwycięzca     | 36. | 9 października 2022  | Tokio              | Twarda        | Mackenzie McDonald   | Rafael Matos David Vega Hernández       | 6:4, 3:6, 10–4               |
| Finalista     | 35. | 26 lutego 2023       | Rio de Janeiro     | Ceglana       | Juan Sebastián Cabal | Máximo González Andrés Molteni          | 1:6, 6:7(3)                  |
| Zwycięzca     | 37. | 25 czerwca 2023      | Halle              | Trawiasta     | John Peers           | Simone Bolelli Andrea Vavassori         | 7:6(3), 3:6, 10–6            |
| Finalista     | 36. | 14 kwietnia 2024     | Monte Carlo        | Ceglana       | Alexander Zverev     | Sander Gillé Joran Vliegen              | 7:5, 3:6, 5–10               |
| Zwycięzca     | 38. | 16 czerwca 2024      | Stuttgart          | Trawiasta     | Rafael Matos         | Julian Cash Robert Galloway             | 3:6, 6:3, 10–8               |
| Finalista     | 37. | 4 sierpnia 2024      | Waszyngton         | Twarda        | Rafael Matos         | Nathaniel Lammons Jackson Withrow       | 5:7, 3:6                     |
| Finalista     | 38. | 17 lutego 2025       | Buenos Aires       | Ceglana       | Rafael Matos         | Guido Andreozzi Théo Arribagé           | 5:7, 6:4, 7–10               |
| Zwycięzca     | 39. | 23 lutego 2025       | Rio de Janeiro     | Ceglana       | Rafael Matos         | Pedro Martínez Jaume Munar              | 6:2, 7:5                     |

#### Gra mieszana (0–1)
| Końcowy wynik | Nr | Data           | Turniej            | Nawierzchnia | Partnerka  | Przeciwnicy            | Wynik finału      |
| ------------- | -- | -------------- | ------------------ | ------------ | ---------- | ---------------------- | ----------------- |
| Finalista     | 1. | 7 czerwca 2009 | French Open, Paryż | Ceglana      | Vania King | Liezel Huber Bob Bryan | 7:5, 6:7(4), 7–10 |